# Maria-Magdalena-Kirche (Behringersdorf)

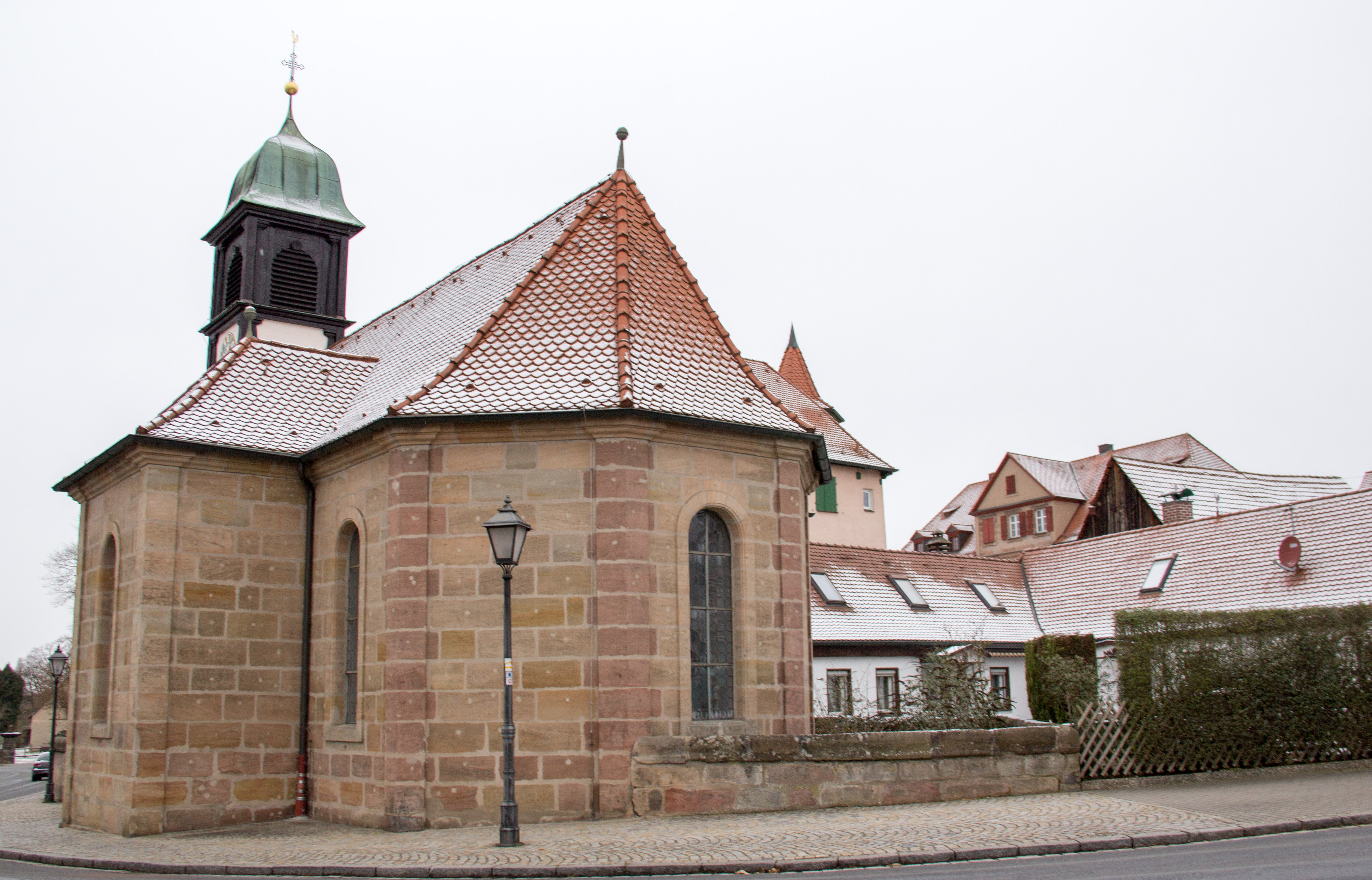
Maria-Magdalena-Kirche (Behringersdorf)

Die evangelische Maria-Magdalena-Kirche ist ein denkmalgeschütztes Kirchengebäude, das in Behringersdorf, einem Gemeindeteil der Gemeinde Schwaig bei Nürnberg im Landkreis Nürnberger Land (Mittelfranken, Bayern), steht. Das Bauwerk ist unter der Denkmalnummer D-5-74-156-20 als Baudenkmal in die Bayerische Denkmalliste eingetragen. Die Kirchengemeinde gehört zum Prodekanat Ost des Evangelisch-Lutherischen Dekanats Nürnberg im Kirchenkreis Nürnberg der Evangelisch-Lutherischen Kirche in Bayern.

## Beschreibung
Die am 22. Oktober 1719 eingeweihte Saalkirche wurde auf den Grundmauern einer 1439 gebauten Kapelle errichtet. Der außen dreiseitig abgeschlossene Chor im Osten des Langhauses ist innen halbrund. Am Langhaus befinden sich zwei Anbauten, einer für die Sakristei, der andere für die Patronatsloge. Die Fassade hat einen Volutengiebel. Der darauf sitzende Fassadenturm beherbergt die Turmuhr und den Glockenstuhl mit drei 1950 gegossenen Kirchenglocken. Der Innenraum des Langhauses ist mit einem stichbogigen Tonnengewölbe überspannt. Der Stuck stammt von Donato Polli. Die Kirchenausstattung stammt aus der Bauzeit. Auf dem Altarretabel befindet sich eine Darstellung der Kreuzigung, die Johann Daniel Preissler gemalt hat. Die Orgel mit 14 Registern, zwei Manualen und einem Pedal wurde 1969 erbaut.